# Yui Susaki
Yui Susaki (須崎優衣?, Susaki Yui; Matsudo, 30 giugno 1999) è una lottatrice giapponese, specializzata nella lotta libera. Nelle Olimpiadi estive del 2020, ha conquistato la prestigiosa medaglia d'oro nella categoria dei 50 kg femminili. Durante la competizione, ha dimostrato un dominio assoluto, sconfiggendo tutte e quattro le sue avversarie con una superiorità tecnica straordinaria, senza concedere neppure un punto. La sua eccezionale vittoria alle Olimpiadi non può essere considerata un evento isolato, poiché, a partire dal 2010, è stata sconfitta solo da Yuki Irie in tre occasioni durante gli anni 2015, 2017 e 2019. Dall'età di 13 anni, è seguita e allenata da Shoko Yoshimura, campionessa del mondo per ben cinque volte, che ha svolto un ruolo cruciale nel plasmare la sua carriera di successo. 

## Palmarès
- Mondiali

Parigi 2017: oro nei 48 kg.
Budapest 2018: oro nei 50 kg.
- Campionati asiatici

Nuova Delhi 2017: oro nei 48 kg.